# Himantoglossum adriaticum
Il barbone adriatico (Himantoglossum adriaticum H. Baumann, 1978) è una pianta erbacea appartenente alla famiglia delle Orchidacee.

## Etimologia
Il nome generico (Himantoglossum) deriva dal greco fa riferimento alla lunga lingua come un nastro del labello (glossa = "lingua"). L'epiteto specifico (adriaticum) fa riferimento al suo areale: alto Adriatico e zone europee limitrofe.
In lingua tedesca questa pianta si chiama Adria-Riemenzunge; in francese si chiama Himantoglosse adriatique.

## Descrizione

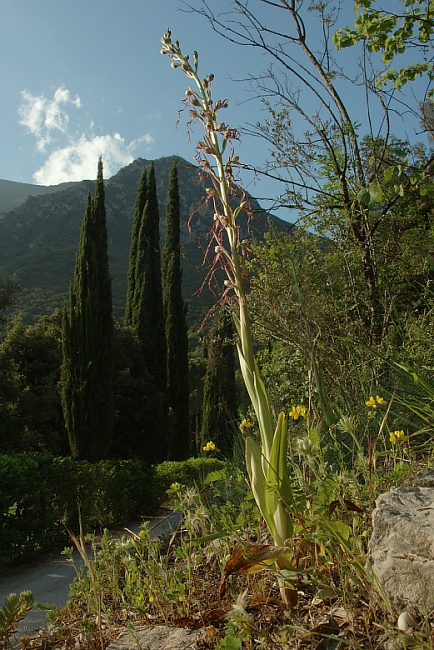
Il portamento

È una pianta erbacea glabra alta 20 – 80 cm (massimo 1 metro). La forma biologica è geofita bulbosa (G bulb), ossia sono piante perenni che portano le gemme in posizione sotterranea. Durante la stagione avversa non presentano organi aerei e le gemme si trovano in organi sotterranei chiamati bulbi o tuberi, organi di riserva che annualmente producono nuovi fusti, foglie e fiori. È un'orchidea terrestre in quanto contrariamente ad altre specie, non è “epifita”, ossia non vive dell'umidità presente nell'aria che assorbe attraverso le radici esposte, ma ha un apparato radicale bulboso sotterraneo.

### Radici
Le radici sono secondarie da bulbo, e si trovano nella parte superiore dei bulbi.

### Fusto
- Parte ipogea: la parte sotterranea del fusto è composta da due tuberi ovoidali e carnosi;  il primo svolge delle importanti funzioni di alimentazione del fusto, mentre il secondo raccoglie materiali nutritizi di riserva per lo sviluppo della pianta che si formerà nell'anno venturo.
- Parte epigea: la parte aerea del fusto è semplice, eretta e robusta. Nella parte apicale è arrossata.

### Foglie
Sono presenti sia foglie basali (una decina) a forma strettamente lanceolata e apice acuto, che alcune foglie caulinari. Alla base formano un involucro guainante il fusto. Sulla pagina fogliare sono presenti delle nervature parallele disposte longitudinalmente (foglie di tipo parallelinervie).  Lunghezza delle foglie: 5 – 10 cm (massimo 15 cm).

### Infiorescenza

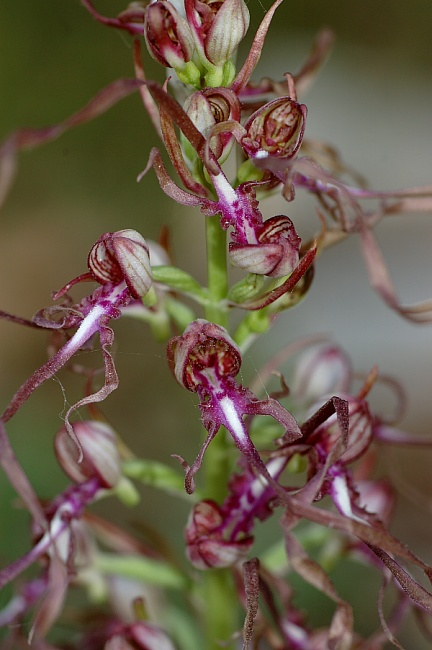
Infiorescenza

L'infiorescenza è una spiga semplice ma allungata e densamente formata da numerosi fiori (una trentina circa).  I fiori sono posti alle ascelle di brattee lanceolate ad apice acuminato e lunghe quanto i fiori stessi. I fiori sono inoltre resupinati, ruotati sottosopra tramite torsione dell'ovario; in questo caso il labello è volto in basso. Lunghezza dell'infiorescenza: 8–20 cm.

### Fiore

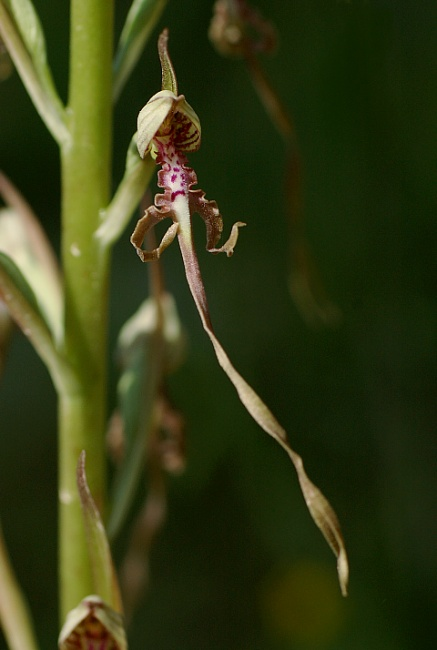
I fiori
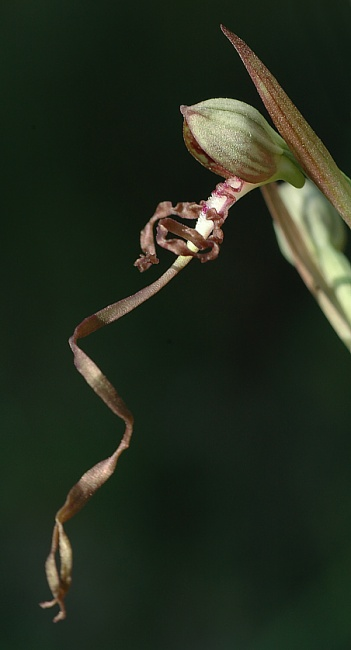
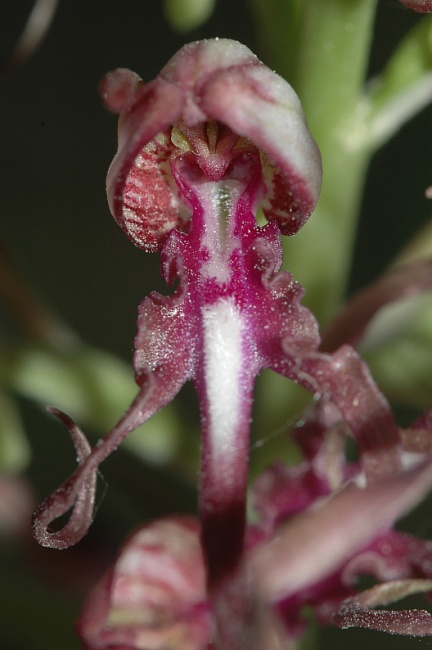

I fiori sono ermafroditi ed irregolarmente zigomorfi, pentaciclici (perigonio a 2 verticilli di tepali, 2 verticilli di stami (di cui uno solo fertile – essendo l'altro atrofizzato), 1 verticillo dello stilo). Il colore dei fiori è verdognolo (verde chiaro) all'esterno, porporino con zone biancastre all'interno; varie parti di questo fiore sono ricche di sfumature e zone punteggiate. Dimensione dei fiori: 30 – 60 mm.
- Formula fiorale: per questa pianta viene indicata la seguente formula fiorale:

P 3+3, [A 1, G (3)]
- Perigonio: il perigonio è composto da 2 verticilli con 3 tepali (o segmenti) ciascuno (3 interni e 3 esterni). I tepali sia quelli esterni che quelli interni (ad esclusione del labello, molto diverso) sono più o meno simili tra di loro a forma ovata e apice ottuso (quelli interni sono più stretti). Sono più o meno conniventi e insieme formano una specie di cappuccio a protezione degli organi riproduttori (il ginostemio). La parte interna dei tepali è biancastra con strie porporine.
- Labello: il labello (pendente) è semplice, ossia non è formato da due parti distinte, ma è trilobato. È senz'altro la parte più vistosa di questo fiore. La parte centrale è nastriforme, allungata (diverse volte la dimensione del fiore), a portamento ondulato (o spiralato) e terminante con due punte ( lacinie di 15 – 20 mm). I due lobi laterali sono meno lunghi ma ancor più attorcigliati. I margini laterali della parte basale del labello sono profondamente crenulati (margini increspati) con i bordi color porpora e la zona centrale bianca a macchie sempre porporine e pubescente. Nel retro, nella parte basale è presente un breve sperone conico-saccato. Lunghezza del labello: 4 – 6 cm. Lunghezza dello sperone: massimo 2 mm.
- Ginostemio: lo stame con le rispettive antere (in realtà si tratta di una sola antera fertile biloculare – a due logge) è concresciuto con lo stilo e forma una specie di organo colonnare chiamato "ginostemio"[5]. Il polline ha una consistenza gelatinosa; e si trova nelle due logge dell'antera, queste sono fornite di una ghiandola vischiosa (chiamate retinacolo). I pollinii sono inseriti sul retinacolo tramite delle caudicole e sono racchiusi in una borsicola rostellare ampia e unica. L'ovario, brevemente peduncolato, in posizione infera, è formato da tre carpelli fusi insieme[6]. Inoltre è contorto.
- Fioritura: da maggio a luglio.

### Frutti
Il frutto è una capsula peduncolata.  Al suo interno sono contenuti numerosi minutissimi semi piatti. Questi semi sono privi di endosperma e gli embrioni contenuti in essi sono poco differenziati in quanto formati da poche cellule. Queste piante vivono in stretta simbiosi con micorrize endotrofiche, questo significa che i semi possono svilupparsi solamente dopo essere infettati dalle spore di funghi micorrizici (infestazione di ife fungine). Questo meccanismo è necessario in quanto i semi da soli hanno poche sostanze di riserva per una germinazione in proprio.

## Biologia
La riproduzione di questa pianta può avvenire in due modi: 
- per via sessuata grazie all'impollinazione degli insetti pronubi; la germinazione dei semi è tuttavia condizionata dalla presenza di funghi specifici (i semi sono privi di albume – vedi sopra).
- per via vegetativa in quanto uno dei due bulbi possiede la funzione vegetativa per cui può emettere gemme avventizie capaci di generare nuovi individui (l'altro bulbo generalmente è di riserva).

## Distribuzione e habitat
- Geoelemento: il tipo corologico (area di origine) è Mediterraneo.
- Diffusione: questa orchidea è diffusa nelle Alpi (province di Brescia, Trento e Bolzano) e nel Land di Vienna; altrove si trova negli Appennini e nelle Alpi Dinariche. Alcuni areali si trovano anche in Sicilia e in Italia meridionale.
- Habitat: l'habitat tipico per questa orchidea sono le praterie rase, i prati e i pascoli del piano collinare e montano; ma anche le zone pietrose, i margini erbacei soleggiati dei boschi e le zone ad arbusteti non in ombra. Il substrato preferito è calcareo con pH basico, terreno con bassi valori nutrizionali e piuttosto secco.
- Diffusione altitudinale: sui rilievi queste piante si possono trovare fino a circa 1000 m s.l.m.; frequentano quindi i seguenti piani vegetazionali: collinare e montano.

### Fitosociologia
Dal punto di vista fitosociologico la specie di questa voce appartiene alla seguente comunità vegetale:
Formazione: delle comunità delle macro- e megaforbie terrestri
Classe: Trifolio-Geranietea sanguinei
Ordine: Origanetalia vulgaris
Alleanza: Geranion sanguinei

## Tassonomia
Il numero cromosomico di H. adriaticum è: 2n = 36.
Questa specie fino a poco tempo fa non era segnalata in Italia. Pignatti ad esempio nella sua Flora d'Italia cita solamente la specie Himantoglossum hircinum (L.) Spreng., chiamata in realtà Loroglossum hircinum (L.) L.C.Rich. Solamente con le ultime ricerche si è distinta questa nuova specie che anzi sembra sia l'unica presente in Italia, essendo l'altra (Himantoglossum hircinum (L.) Spreng.) ormai rarissima e forse scomparsa. Non tutti i botanici comunque sono concordi nel considerare la specie di questa voce a sé stante, e preferisco considerarla una sottospecie: Himantoglossum hircinum subsp. adriaticum (H. Baumann) H. Sund. (1980) .

### Sinonimi
La specie di questa voce ha avuto nel tempo diverse nomenclature. L'elenco che segue indica alcuni tra i sinonimi più frequenti:
- Himantoglossum hircinum subsp. adriaticum (H. Baumann) H. Sund. (1980)
- Loroglossum hircinum (L.) L.C.Rich.

### Specie simili
Questa orchidea può essere confusa con l'altra specie di questo genere presente spontaneamente in Italia: Himantoglossum hircinum (L.) Spreng. Quest'ultima si differenzia per l'areale lievemente diverso: ha un baricentro più occidentale; è considerata rarissima e si trova solo in Sicilia, Italia meridionale e forse in Liguria. Le altre differenze si riscontrano nell'altezza (è lievemente più robusta e più grande); nella densità maggiore dell'infiorescenza (fino a 80 fiori); i fiori inoltre (nella parte esterna) sono più verdi e odorano sgradevolmente.

## Conservazione
Come tutte le orchidee è una specie protetta e quindi ne è vietata la raccolta e il commercio ai sensi della Convenzione sul commercio internazionale delle specie minacciate di estinzione (CITES).